# Metalized
Metalized (рус. «Металлизированный») — дебютный студийный альбом канадской метал-группы Sword. Выпущен в августе 1986 года на лейбле Aquarius Records.

## Об альбоме
Будучи первой работой группы, пластинка быстро снискала популярность и у металлистов и у критиков, получив высокие оценки ведущих музыкальных изданий и журналов.

## Список композиций
Вся музыка написана участниками группы Sword.
| №                   | Название               | Текст песни          | Длительность |
| ------------------- | ---------------------- | -------------------- | ------------ |
| 1.                  | «F.T.W.»               | Рик Хьюз             | 3:38         |
| 2.                  | «Children of Heaven»   | Рик Хьюз, Майк Плант | 2:38         |
| 3.                  | «Stoned Again»         | Рик Хьюз             | 3:27         |
| 4.                  | «Dare to Spit»         | Рик Хьюз             | 3:45         |
| 5.                  | «Outta Control»        | Рик Хьюз             | 3:00         |
| 6.                  | «The End of the Night» | Рик Хьюз             | 3:00         |
| 7.                  | «Runaway»              | Рик Хьюз             | 3:38         |
| 8.                  | «Where to Hide»        | Рик Хьюз             | 3:42         |
| 9.                  | «Stuck in Rock»        | Рик Хьюз, Майк Плант | 3:37         |
| 10.                 | «Evil Spell»           | Рик Хьюз             | 4:12         |
| Общая длительность: | Общая длительность:    | Общая длительность:  | 34:37        |

## Участники записи
- Рик Хьюз — вокал, клавишные;
- Майк Плант — гитара, клавишные;
- Майк Лярок — бас-гитара;
- Дэн Хьюх — ударные.

Тех. персонал
- Пьер Парадис — продюсер;
- Джо Примо — звукоинженер;
- Жак Ларю — обложка.

## Кавер-версии песен
Существуют несколько кавер-версий песен Sword, и что примечательно, все они выполнены итальянскими метал-группами.
- Concept — «Sweet Dreams». (2003)
- Wonderland — «Children of Heaven». (2003)
- Stonewall — «F.T.W.». (2011)

## Переиздания
В 1996 и 2008 годах вышли переиздания данного альбома.